# Diskografie Vance Joye
Toto je seznam vydané diskografie australského zpěváka Vance Joye.

## Alba

### Studiová alba
| Název                 | Detaily o albu                                                          | Umístění v hitparádách | Umístění v hitparádách | Umístění v hitparádách | Umístění v hitparádách | Umístění v hitparádách | Umístění v hitparádách | Umístění v hitparádách | Umístění v hitparádách | Umístění v hitparádách | Umístění v hitparádách | Certifikace                                                           |
| Název                 | Detaily o albu                                                          | AUS                    | BEL                    | CAN                    | IRE                    | NL                     | NZ                     | SWE                    | SWI                    | UK                     | US                     | Certifikace                                                           |
| --------------------- | ----------------------------------------------------------------------- | ---------------------- | ---------------------- | ---------------------- | ---------------------- | ---------------------- | ---------------------- | ---------------------- | ---------------------- | ---------------------- | ---------------------- | --------------------------------------------------------------------- |
| Dream Your Life Away  | - Vydáno: 5. září 2014 - Vydavatelství: Liberation, Warner, Atlantic    | 1                      | 94                     | 2                      | 26                     | 130                    | 40                     | 13                     | 23                     | 20                     | 17                     | - ARIA: 2× Platinum - BPI: Gold - MC: 3× Platinum - RIAA: 2× Platinum |
| Nation of Two         | - Vydáno: 23. února 2018 - Vydavatelství: Liberation, Warner, Atlantic  | 1                      | 70                     | 2                      | 22                     | 35                     | 20                     | 37                     | 35                     | 32                     | 10                     | - ARIA: Platinum - MC: Platinum                                       |
| In Our Own Sweet Time | - Vydáno: 10. června 2022 - Vydavatelství: Liberation, Warner, Atlantic | 3                      | —                      | 21                     | —                      | —                      | 40                     | —                      | 91                     | —                      | —                      |                                                                       |

### Koncertní alba
| Název                          | Detaily                                                        |
| ------------------------------ | -------------------------------------------------------------- |
| Live at Red Rocks Amphitheatre | - Vydáno: 16. listopadu 2018 - Vydavatelství: Liberation Music |
| Live at the Sydney Opera House | - Vydáno: 14. dubna 2023 - Vydavatelství: Liberation Music     |

## Extended play
| Název                             | Detaily o albu                                              | Umístění v hitparádě | Certifikace                 |
| Název                             | Detaily o albu                                              | US Heat.             | Certifikace                 |
| --------------------------------- | ----------------------------------------------------------- | -------------------- | --------------------------- |
| God Loves You When You're Dancing | - Vydáno: 22. března 2013 - Vydavatelství: Liberation Music | 13                   | - MC: Platinum - RIAA: Gold |

## Singly
| "From Afar"                                                                             | 2013 | —   | —  | —  | —  | —  | —  | —  | —  | —  | —   | - ARIA: Platinum | God Loves You When You're Dancing                  |
| "Riptide"                                                                               | 2013 | 6   | 13 | 4  | 7  | 25 | 18 | 17 | 10 | 30 | 100 | - ARIA: 16× Platinum - BEA: Gold - MC: Diamond - BVMI: Gold - RMNZ: 6× Platinum - IFPI SWE: Platinum - IFPI SWI: Gold - BPI: 6× Platinum - RIAA: Diamond | God Loves You When You're Dancing                  |
| "Mess Is Mine"                                                                          | 2014 | 33  | —  | 38 | 91 | —  | 95 | —  | —  | —  | —   | - ARIA: 4× Platinum - BPI: Gold - MC: 2× Platinum - RIAA: 2× Platinum                                                                                    | Dream Your Life Away                               |
| "First Time"                                                                            | 2014 | 95  | —  | —  | —  | —  | —  | —  | —  | —  | —   | | Dream Your Life Away                               |
| "Georgia"                                                                               | 2015 | 15  | —  | —  | —  | —  | —  | —  | —  | —  | —   | - ARIA: 5× Platinum - BPI: Silver - MC: 2× Platinum - RIAA: Platinum                                                                                     | Dream Your Life Away                               |
| "Fire and the Flood"                                                                    | 2015 | 6   | 67 | —  | —  | —  | —  | —  | —  | —  | —   | - ARIA: 5× Platinum - MC: 2× Platinum - RIAA: Platinum                                                                                                   | Dream Your Life Away (Deluxe edition)              |
| "Straight into Your Arms"                                                               | 2016 | 56  | —  | —  | —  | —  | —  | —  | —  | —  | —   | | Dream Your Life Away (Deluxe edition)              |
| "Lay It on Me"                                                                          | 2017 | 18  | —  | —  | —  | —  | —  | —  | —  | —  | —   | - ARIA: 4× Platinum - MC: 2× Platinum - RIAA: Gold | Nation of Two                                      |
| "Like Gold"                                                                             | 2017 | 124 | —  | —  | —  | —  | —  | —  | —  | —  | —   | - ARIA: Platinum | Nation of Two                                      |
| "We're Going Home"                                                                      | 2018 | 16  | —  | —  | —  | —  | —  | —  | —  | —  | —   | - ARIA: 3× Platinum | Nation of Two                                      |
| "Saturday Sun"                                                                          | 2018 | 47  | —  | —  | —  | —  | —  | —  | —  | —  | —   | - ARIA: 3× Platinum - RIAA: Gold | Nation of Two                                      |
| "Call If You Need Me"                                                                   | 2018 | 145 | —  | —  | —  | —  | —  | —  | —  | —  | —   | - ARIA: Gold | Nation of Two                                      |
| "I'm with You"                                                                          | 2018 | 97  | —  | —  | —  | —  | —  | —  | —  | —  | —   | - ARIA: Platinum | Nation of Two                                      |
| "You" (s Benny Blanco a Marshmello)                                                     | 2021 | 55  | 62 | —  | 77 | —  | 38 | —  | —  | —  | 167 | | Friends Keep Secrets 2                             |
| "Missing Piece"                                                                         | 2021 | 14  | 69 | 37 | —  | —  | —  | —  | —  | —  | —   | - ARIA: 2× Platinum - MC: Platinum - RIAA: Gold RIAA [online].                                                                                           | In Our Own Sweet Time                              |
| "Don't Fade"                                                                            | 2022 | —   | —  | —  | —  | —  | —  | —  | —  | —  | —   | | In Our Own Sweet Time                              |
| "Clarity"                                                                               | 2022 | 41  | —  | —  | —  | —  | —  | —  | —  | —  | —   | - ARIA: Platinum | In Our Own Sweet Time                              |
| "Every Side of You"                                                                     | 2022 | —   | —  | —  | —  | —  | —  | —  | —  | —  | —   | | In Our Own Sweet Time                              |
| "Catalonia"                                                                             | 2022 | —   | —  | —  | —  | —  | —  | —  | —  | —  | —   | | In Our Own Sweet Time                              |
| "Everybody Needs Someone" (s Noah Cyrus)                                                | 2023 | —   | —  | —  | —  | —  | —  | —  | —  | —  | —   | | Singl bez alb                                      |
| "Rock It"                                                                               | 2023 | —   | —  | —  | —  | —  | —  | —  | —  | —  | —   | | Mushroom: Fifty Years of Making Noise (Reimagined) |
| "—" značí, že se nahrávka neumístila v hitparádách nebo v tomto území ani nebyla vydána |      |     |    |    |    |    |    |    |    |    |     | |                                                    |

## Další umístěné a certifikované písně
| "Emmylou"                                                                               | 2013 | —  | —  | —  | - ARIA: Gold | God Loves You When You're Dancing |
| "Play with Fire"                                                                        | 2013 | —  | —  | —  | - ARIA: Gold | God Loves You When You're Dancing |
| "Wasted Time"                                                                           | 2014 | 43 | 50 | 27 |              | Dream Your Life Away              |
| "My Kind of Man"                                                                        | 2014 | 82 | —  | —  |              | Dream Your Life Away              |
| "Take Your Time"                                                                        | 2018 | —  | —  | 39 |              | Nation of Two                     |
| "Alone with Me"                                                                         | 2018 | —  | —  | 49 |              | Nation of Two                     |
| "—" značí, že se nahrávka neumístila v hitparádách nebo v tomto území ani nebyla vydána |      |    |    |    |              |                                   |

## Spolu umělec
| Název    | Rok  | Další umělec | Album             |
| -------- | ---- | ------------ | ----------------- |
| "La Mer" | 2013 | různé        | Mélodie Française |

## Videoklipy
| Název                               | Rok                | Režisér                                   |                    |
| Jako hlavní umělec                  | Jako hlavní umělec | Jako hlavní umělec                        | Jako hlavní umělec |
| ----------------------------------- | ------------------ | ----------------------------------------- | ------------------ |
| "From Afar"                         | 2013               | Charlie Ford                              |                    |
| "Riptide"                           | 2013               | Dimitri Basil & Laura Gorun               |                    |
| "Play With Fire"                    | 2013               | Charlie Ford                              |                    |
| "Mess Is Mine"                      | 2014               | Luci Schroder                             |                    |
| "First Time"                        | 2014               | Sing J. Lee                               |                    |
| "Georgia"                           | 2015               | Luci Schroder                             |                    |
| "All I Ever Wanted"                 | 2015               | Max Fairclough                            |                    |
| "Fire and the Flood"                | 2015               | Hayley Young                              |                    |
| "Straight into Your Arms"           | 2016               | Tobias Ashenheim                          |                    |
| "Lay It on Me"                      | 2017               | Mimi Cave                                 |                    |
| "We're Going Home"                  | 2018               | Mimi Cave                                 |                    |
| "Saturday Sun"                      | 2018               | The Young Astronauts                      |                    |
| "Call If You Need Me"               | 2018               | Mimi Cave                                 |                    |
| "I'm with You"                      | 2018               | Mimi Cave                                 |                    |
| "You" (s Benny Blanco & Marshmello) | 2021               | William Child                             |                    |
| "Missing Piece"                     | 2021               | Annelise Hickey                           |                    |
| "Don't Fade"                        | 2022               | Agueda Sfer & Macari De Golferichs Moliné |                    |
| "Clarity"                           | 2022               | Agueda Sfer                               |                    |
| "Catalonia"                         | 2022               | Macari de Golferichs                      |                    |
| "Looking At Me Like That"           | 2022               | Brad Cauchy                               |                    |
| Spolu umělec                        |                    |                                           |                    |
| "Boys" (Charli XCX)                 | 2017               | Charli XCX & Sarah McColgan               |                    |